# Turbinoliidae
Turbinoliidae es una familia de corales marinos que pertenecen al orden Scleractinia, de la clase Anthozoa.  
Las especies de la familia son ahermatípicas, de pólipos solitarios y no poseen zooxantelas. Recubren la totalidad de sus esqueletos con tejido del pólipo, lo que les impide anclarse al sustrato, quedando condicionados a sustratos arenosos.
Se distribuyen en las aguas tropicales y subtropicales de todos los océanos, siendo más abundantes en el Indo-Pacífico. Se encuentran especies de la familia a una profundidad de entre 6 y 1137 m.
Esta familia proviene del Cretácico tardío, contando con fósiles de 75 millones de años de antigüedad.

## Géneros
El Registro Mundial de Especies Marinas acepta los siguientes géneros en la familia:
- Alatotrochus. Cairns, 1994
- Australocyathus. Cairns & Parker, 1992
- Conocyathus. d'Orbigny, 1849
- Cryptotrochus. Cairns, 1988
- Cyathotrochus. Bourne, 1905
- Deltocyathoides. Yabe & Eguchi, 1932
- Discotrochus
- Dunocyathus. Tenison-Woods, 1878
- Endocyathopora. Cairns, 1989
- Foveolocyathus. Cairns, 1997
- Holcotrochus. Dennant, 1902
- Idiotrochus. Wells, 1935
- Kionotrochus. Dennant, 1906
- Lissotrochus. Cairns, 2004
- Notocyathus. Tenison-Woods, 1880
- Peponocyathus. Gravier, 1915
- Platytrochus. Milne Edwards & Haime, 1848
- Pleotrochus. Cairns, 1997
- Pseudocyathoceras. Cairns, 1991
- Sphenotrochus. Milne Edwards & Haime, 1848
- Thrypticotrochus. Cairns, 1989
- Trematotrochus. Tenison-Woods, 1879
- Tropidocyathus. Milne Edwards & Haime, 1848
- Turbinolia. Lamarck, 1816